# Ландау (місячний кратер)
Ланда́у (лат. Landau) — великий стародавній метеоритний кратер у північній півкулі зворотного боку Місяця. Назву присвоєно в честь радянського фізика-теоретика, лауреата Нобелівської премії з фізики 1962 року Льва Давидовича Ландау (1908—1968) й затверджено Міжнародним астрономічним союзом у 1970 році. Утворення кратера відбулося у донектарському періоді.

## Опис кратера

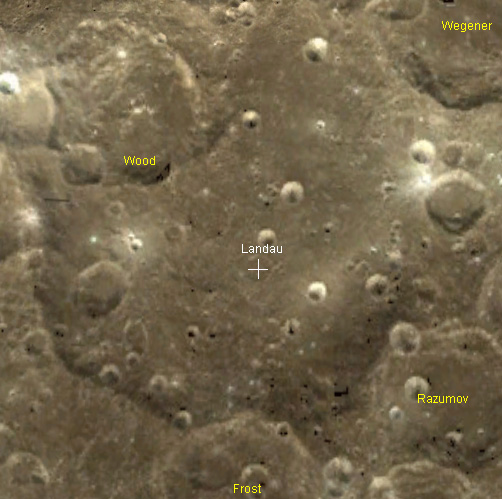
Екрана світлина програми World Wind Moon 1.3.

Найближчими сусідами кратера є кратер Перрайн на заході; кратер Вуд у північно-західній частині кратера Ландау; кратер Вегенер, який прилягає до північно-східної частини кратера; кратер Разумов, що прилягає до південно-східної частини кратера і кратер Фрост, який прилягає до південної частини кратера Ландау. Селенографічні координати центру кратера 42°10′ пн. ш. 119°20′ зх. д. / 42.16° пн. ш. 119.34° зх. д., діаметр 218,2 км, глибина 3,1 км.
Кратер Ландау має полігональну форму та зазнав значних руйнувань за тривалий час свого існування. Вал згладжений і мало помітний на фоні навколишньої місцевості, перекрити безліччю кратерів різних розмірів, найкраще збереглась південно-східна частина валу. Дно чаші є відносно рівним, у північно-східній частині вирівняне лавою, поцятковане безліччю кратерів малих розмірів, північно-західна частина чаші зайнята кратером Вуд.

## Сателітні кратери

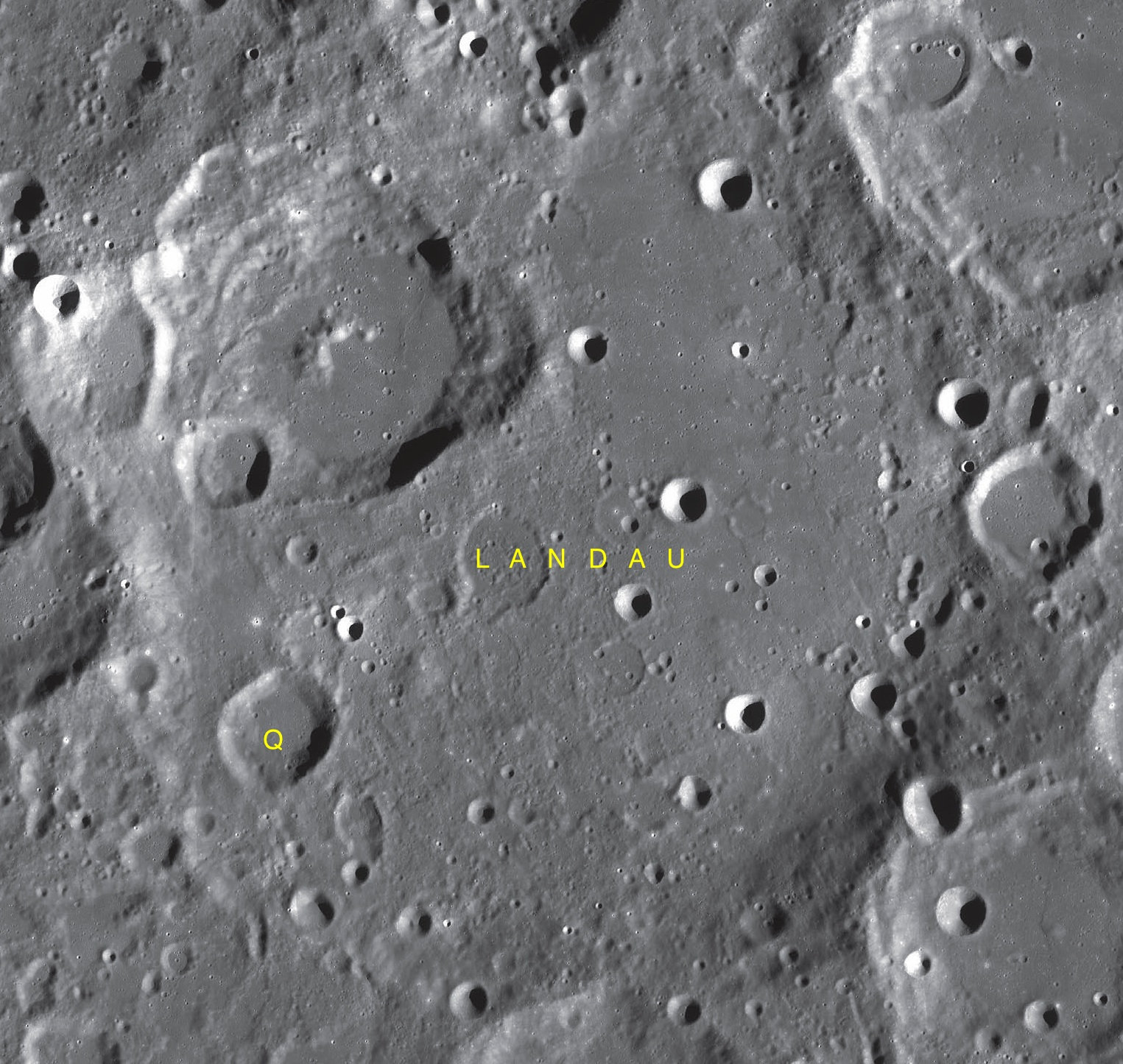
Фрагмент мапи LAC-35.

| Ландау | Координати                                                  | Діаметр, км |
| ------ | ----------------------------------------------------------- | ----------- |
| Q      | 40°39′ пн. ш. 122°01′ зх. д. / 40.65° пн. ш. 122.02° зх. д. | 29,8        |